# Греческая артиллерия в Освободительной войне

Флаг греческого государства с 1822 года

Греческая артиллерия (греч.  Ελληνικό Πυροβολικό ) периода Освободительной войны Греции 1821—1829 годов является непосредственной предшественницей артиллерии Греческого королевства и исторической предшественницей современных артиллерийских войск Греции. По объективным историческим причинам, Греческая артиллерия периода Освободительной войны была сформирована практически с нуля. Несмотря на это, после войны она создала предпосылки создания Артиллерии Греческого королевства.

## Предыстория
С началом Греческой революции, по объективным причинам, иррегулярные силы повстанцев не располагали артиллерией. Первые орудия были отбиты у турок в боях или получены от филэллинских комитетов и от греческой диаспоры. Подготовленных артиллеристов не было, за исключением немногочисленных волонтёров из греческой диаспоры и филэллинов служивших в иностранных армиях. Кроме того, на территориях материковой Греции перешедших под контроль повстанцев и близко не было того, что напоминало бы производство пушек и боеприпасов. Создание полевой и горной артиллерии повстанцев началось с нуля.

Исключением были торговые греческие корабли, благодаря «проклятию» пиратства. Акватория Средиземного моря была ареной деятельности пиратов, в основном берберийских. Д. Фотиадис пишет, что кроме навыков навигации и управления парусами, навыки рукопашного боя и стрельбы из стрелкового оружия и пушек стали столь же необходимыми, чтобы не потерять судно и груз и не оказаться рабом на берберийском берегу:19. Он пишет что 

«пираты, ставшие проклятием и анафемой, оказали огромную услугу нашему Отечеству. Без них наши корабли были бы невооружёнными и наши моряки были бы без боевого опыта, а без флота не видать нам Свободы»

:20.
К началу революции около 500 судов греческих судовладельцев имели на борту около 6000 маленьких, но пушек:А-136. Но и самые большие греческие суда не шли ни в какое сравнение с османскими линейными кораблями, с 80 орудиями на борту. Лишь морские достоинства греческих моряков сделали их соперниками османского флота. Фотиадис пишет, что без этих судов греки ни в коем случае не смогли бы выстоять в своей восьмилетней войне против Османской империи:А-136.

## В Молдово — Валахии
22 февраля 1821 года Александр Ипсиланти, с небольшой группой сподвижников из революционного общества Филики Этерия перешёл Прут, провозгласив начало Греческой революции в полуавтономных Придунайских княжествах:A-385. 24 февраля Ипсиланти подписался под обращением к соотечественникам в прокламации, которая начиналась словами «Сражаюсь за Веру и Отечество»:A-387. 26 февраля, в храме Святой Троицы в городе Яссы, было освящено знамя восстания:A-390.
1 марта Ипсиланти выступил из Ясс, во главе, по разным источникам, от 800 до 2 тысяч повстанцев и прибыл в Фокшаны 10 марта. В Фокшанах у Ипсиланти было несколько дней для организации своей армии. Из разношёрстных повстанцев Ипсиланти выделил и организовал отряд студентов из греческих общин Молдово-Валахии, Одессы и Австро-Венгрии. Он верил, что эта молодёжь станет ядром и душой его армии. Поэтому он дал этому отряду имя древнего фиванского Священного отряда. Священный отряд состоял из пехотного батальона в 500 человек, кавалерийского отряда в 200 всадников и батареи 4 пушек.
Бойцы «Священного отряда», не завершив свою подготовку, пали смертью героев в Сражении при Драгашани через 3 месяца, 8 июня 1821 года. Разношёрстная армия этеристов рассыпалась. 8 июня Ипсиланти издал последний приказ и направился к австрийской границе, в надежде через Триест добраться до Греции. Но австрийцы заключили его в тюрьму, где он пробыл до 1827 года. Вышел Ипсиланти из тюрьмы тяжело больным и умер через несколько недель.

### Леонидово сражение

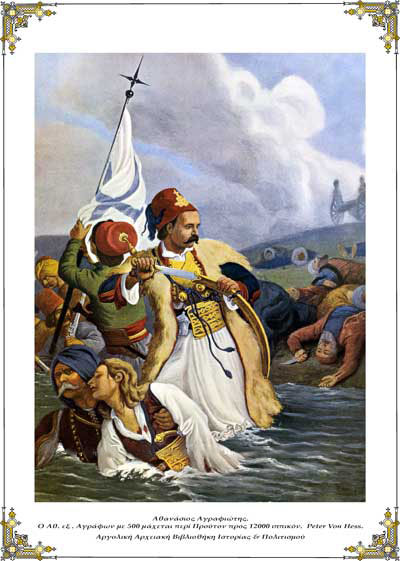
А. Аграфиотис (Карпенисиотис) в сражении при Скулени. Картина П. фон Гесса.

Афанасий Карпенисио́тис (он же Аграфио́тис) и его 400 соратников, отказались перейти на российский берег Прута, и решили погибнуть «во славу оружия». Они создал на правом берегу реки редут, носивший форму треугольника, который был укреплён незаконно прикупленными в России 8 орудиями. Согласно К. Авгитидису, из Одессы в Измаил, а затем повстанцам, были доставлены 13 орудий. Не имея времени на дальнейшее укрепление, этеристы рубили деревья и городили их перед редутом, чтобы использовать в качестве препятствия для турецкой конницы.
17 июня, через 10 дней после печального Сражения при Драгашани, турки вышли из Ясс с 4 тыс. всадников, 2 тыс. пехотинцев и 6 орудиями. Согласно Эмерсону, силы турок превосходили силы этеристов в 10 раз.. Турки заняли Скулени. На российском берегу выстроились 2 батальона пехоты и батальон казаков, под командованием ген. Забанева. На берегу собрались также молдавские и греческие беженцы из Ясс. Смотреть за сражением прибыл наместник Бессарабской области) генерал Инзов.
Критяне и эпироты военачальника Ставракаса атаковали село и истребили засевших там турок. Атака турецкой кавалерии была отбита огнём 8 греческих орудий, также как и последовавшая атака турецкой пехоты. Левый, российский берег, рукоплескал. Турки готовили свои орудия, но боялись их ядра могли залететь на российский берег и послали гонца к русским. Ответ генерала Забанева был: «если хоть одно ядро залетит на российскую территорию, я отвечу».
Турки атаковали в течение 8 часов. Греки не сдавались и не отступали, переправляя лишь тяжелораненых на плотах на левый берег. Русские офицеры с пистолетами в руках останавливали своих солдат, готовых броситься на помощь. Греческие военачальники погибли один за другим. Карпенисиотис был ранен и видя турок уже в редуте, разрядил в них свои 2 пистолета, которые бросил в реку, чтобы оружие не было загажено, зарубил саблей 2 турок и погиб. Нескольким этеристам удалось переправить последних тяжелораненых на левый берег:A-438.

## В материковой Греции
Когда в марте 1821 года разразилась Греческая революция, в материковой Греции и островах не было ни одной регулярной (греческой) части. Военные действия вели иррегулярные части и их первые пушки были трофеями добытыми на полях сражений.
Дмитрий Ипсиланти, прибывший в Грецию в июне 1821 года с несколькими греками диаспоры и филэллинами, сформировал в июле в Каламате «Регулярный корпус» силой в полубатальон состоящий из трёх пехотных рот. Полубатальон поддерживали 2 орудия горной артиллерии, под командованием французского филэллина полковника О. Вутье. Орудия были куплены Д. Ипсилантисом в Триесте, на деньги греческой общины города.
Первым боевым делом этого полубатальона и его 2 орудий было не позволить османскому флоту высадить десант в Каламате, с целью оказать помощь туркам осаждённым в Триполице.

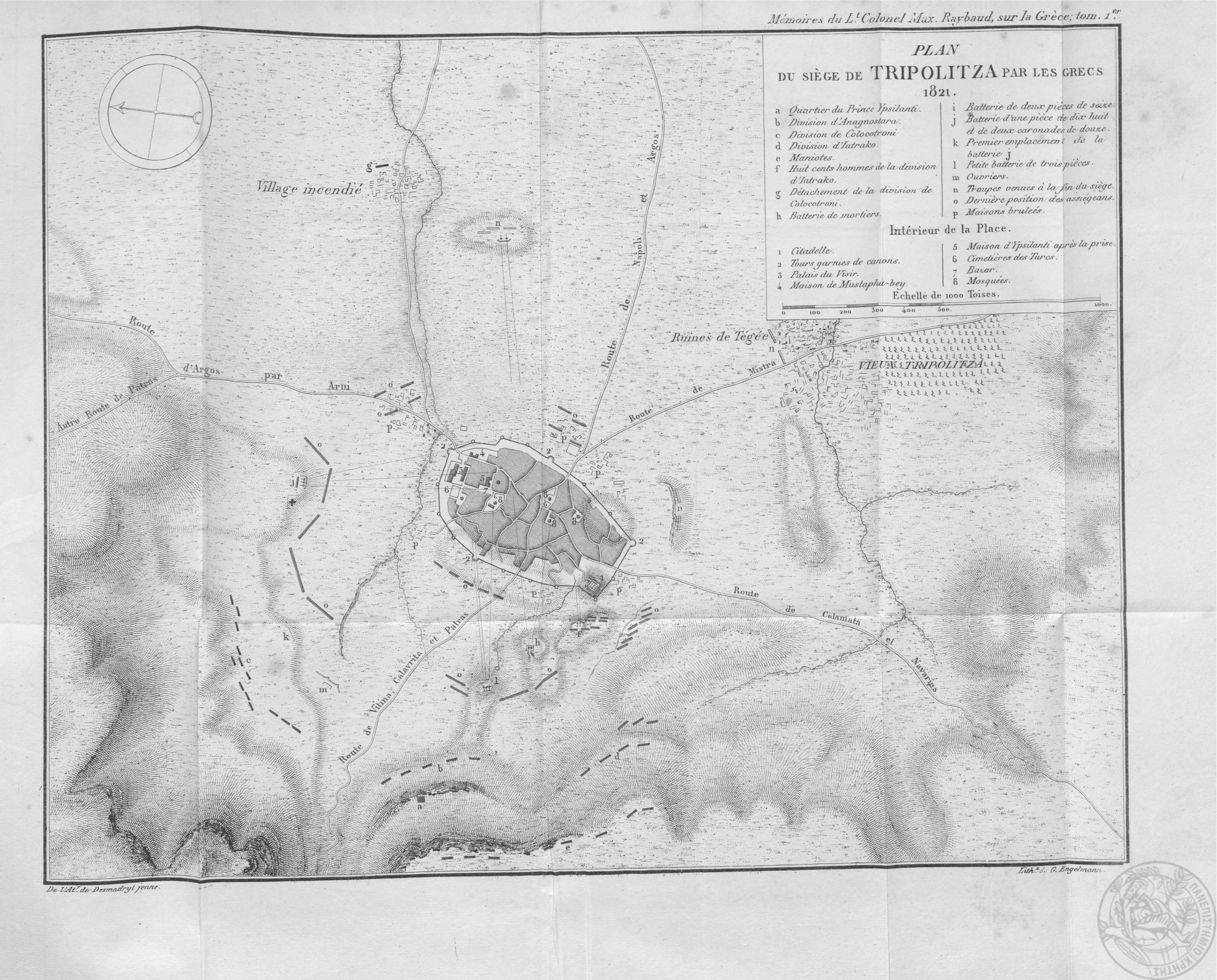
План осады Триполицы составленный французским филэллином М. Рейбо. На плане указано несколько большее число единиц артиллерии, нежели 2 орудия регулярного корпуса.

После чего полубатальон и его 2 орудия приняли участие в осаде крепостей Триполицы, крепостей города Нафплион, крепости Акроко́ринтос у Коринфа.

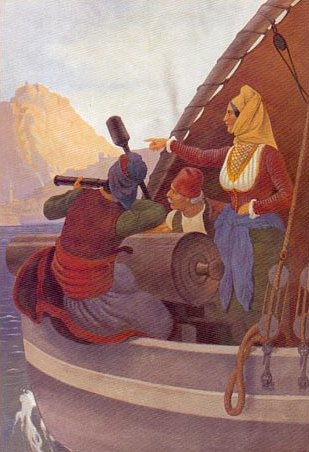
Ласкарина Бубулина на полотне П. фон Гесса

Осада прибрежных крепостей поддерживалась огнём греческих вооружённых торговых кораблей. Так, 23 июня сдалась крепость Монемвасия и 9 августа крепость Наварина:144.
1 апреля 1822 года был принят закон под номером 8 ¨О организации регулярной армии¨, которая должна была состоять из тяжёлой и лёгкой пехоты, осадной и полевой артиллерии, тяжёлой и лёгкой кавалерии и инженерного корпуса. На тот момент артиллерия ограничилась имеющимися двумя орудиями полковника Вутье.
Обучение регулярного корпуса, как и артиллеристов велось в соответствии с французскими инструкциями.
Этот первый регулярный корпус и его регулярная артиллерия приняли участие в сражении при Компоти 23 июня 1822 года, но были почти полностью разгромлены в сражении при Пета, 4 июля 1822 года

### Псара

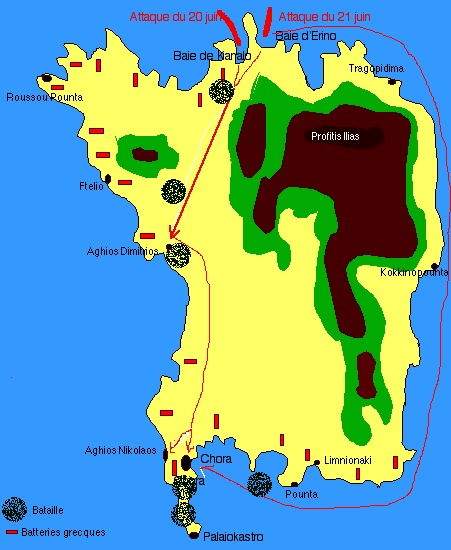
Massacre Psara 06-1824

Период 20 июня (2 июля) — 21 июня (3 июля) 1824 год был отмечен героической обороной жителей острова Псара против османского флота, в общей сложности 82 корабля, на борту которых было 14 тыс. турок и албанцев. Осада острова завершилась резнёй его населения. Армейская артиллерия не имела никакого отношения к обороне Псара. Отметим только то что, снятые с кораблей и береговые пушки, общим числом 173, в ходе обороны были распределены по батареям по периметру острова, от мыса Св. Георгия вдоль южного и западного побережья до мыса Маркакис на севере.

## Воссоздание регулярного корпуса
Лишь после 1824 года, с получением британского займа, стало возможным воссоздание регулярного корпуса.
После того как в мае 1825 года командование регулярным полком принял Фавье, Шарль Николя, и с прибытием волонтёров и ветеранов офицеров регулярных армий, под командованием полковника Вутье была сформирована маленькая артиллерийская часть силой в 100 человек, использовавшаяся трофейные орудия крепости Нафплион, павшей в руки повстанцев.
Т. Герозисис пишет что Вутье был назначен командиром артиллерии в звании тысячника. Отдельная артиллерийская часть представляла из себя роту артиллеристов в 100 человек с 4 орудиями горной артиллерии. В конце 1825 года артиллерия насчитывала две роты общей численностью 200 человек с (ещё) 4 орудиями горной артиллерии, из трофеев и даров иностранных филэллинов.
В сентябре 1825 года Филэллинский комитет Парижа финансировал от отправку в Грецию иностранных специалистов с необходимым оборудованием, и в Навплионе начала функционировать мастерская по ремонту старых орудий и производству необходимых боеприпасов. Мастерскую возглавил француз полковник Арно. В этот период были заказаны во Франции первые 500 мундиров артиллеристов.

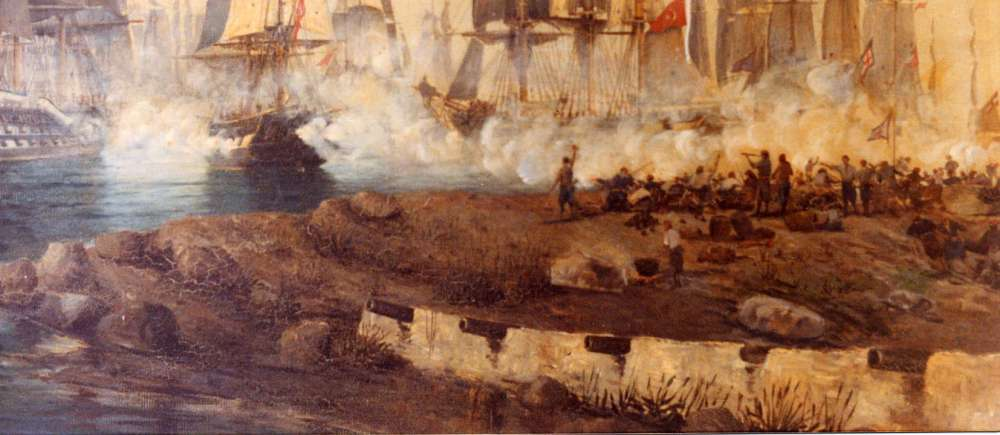
Батарея Мексиса на фоне Сражения при Спеце

В октябре 1825 года артиллерия армии приняла участие в отражении попытки войск Ибрагима высадиться на острове Спеце. Однако участие армейской артиллерии в этом сражении было скромным. Всё гражданское население острова Спеце, с его пологими берегами, удобными для высадки, перебралось на скалистую Идру. Но 60 специотов, которых возглавляли Мексис, Иоаннис и Анастасиос Андруцос, остались на острове, поклявшись «быть погребёнными на родной земле». Мексис организовал 3 батареи корабельных пушек, самая сильная из которых была установлена в Старой гавани. Хотя исход сражения был решён на море, батареи Мексиса не допустили высадки какого либо десанта на остров.
В 1826 году одна рота артиллерии с 4 орудиями приняла участие в неудачной осаде крепости Каристоса, после которой и в силу потерь, численный состав регулярной армии значительно сократился, однако одна артиллерийская рота была сохранена.
В ночь с 29 на 30 ноября 1826 года одна рота артиллерии поддержала операцию по поддержке людьми и боеприпасами осаждённых на Афинском Акрополе повстанцев.
В 1827 году рота приняла участие в неудачной попытке освобождения острова Хиос.
В мае 1827 года артиллерийская рота насчитывала 150 человек и имела на своём вооружении 4 маленьких пушек, 6 осадных орудий и 4 мортиры

## Период И. Каподистрии
Прибытие И. Каподистрии в январе 1828 года, в качестве правителя Греции, ознаменовало начало нового периода в организации армии. С первых же дней своего правления, Каподистрия поставил целью создание регулярной армии, посредством воссоздания и реорганизации регулярных и иррегулярных частей.
Приказом от 17 августа 1828 года был сформирован первый батальон артиллерии, состоящий из штаба и 6 рот. Ядром нового батальона стали существующие две роты. Каждая рота насчитывала 83 артиллеристов и 17 человек командного и вспомогательного состава.
Служба артиллеристов была определена в 4 года, однако личный состав артиллерии состоял полностью из добровольцев. В приказе о создании батальона указывалось, что «каждый образованный молодой человек, который приведёт с собой более 20 добровольцев получит звание лейтенанта, будет определён в штаб и пройдёт подготовку в артиллерийской школе», созданной для этой цели.
Артиллерийская школа была создана при артиллерийском батальоне в Навплионе 17 августа 1828 года. Подготовка производилась по французским руководствам.
В январе 1829 года школа была упразднена, взамен её в Навплионе была создана «Центральная военная школа», которую возглавил капитан Позье (Ποζιέ) получивший звание майора. Командование батальона было возложено на бывшего полковника Ионической республики, Николаоса Перроса (Νικόλαος Πέρρος).
В марте 1829 года командир батальона артиллерии полковник Перрос, возглавил «подвижную» (мобильную) тысячу и одну батарею, занял крепость и город Навпактос, после чего был назначен начальником его гарнизона. Его пост командира артиллерийского батальона принял Позье, который сохранил за собой командование «Центральной военной школой». В тот же период в Навплионе был создан арсенал.
В последние месяцы правления Каподистрии, батальон артиллерии базировался в Навплионе, состоял из 4 батарей и 1 батареи крепости.
Реформы и развитие артиллерии были прерваны убийством Каподистрии, после чего наступил период анархии и деградации регулярной армии. Регулярная армия и артиллерия в том числе были воссозданы с установлением монархии в 1833 году.

## Св. Варвара покровительница артиллерии

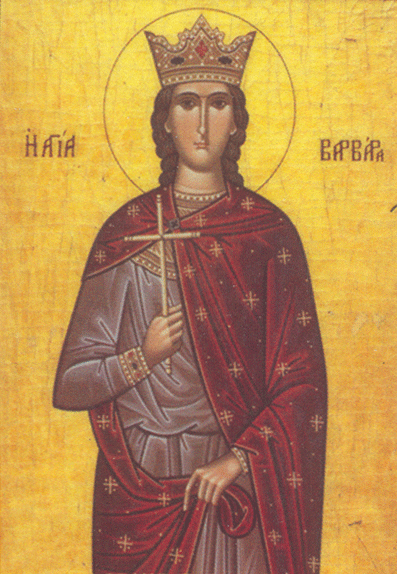
Греческая икона Св. Варвары.

Аналогично военно-морскому флоту, у которого по традиции покровителем является Св. Николай, и сухопутным войскам, где покровителем именуется Св. Георгий, 4 декабря 1829 года покровительницей греческой артиллерии установлена Св. Варвара.